# Confederación Panamericana de Triatlón
La Confederación Panamericana de Triatlón, también denominada PATCO por su sigla en inglés (Pan American Triathlon Confederation), es el organismo internacional de carácter regional que agrupa a todos los países del continente americano. PATCO está reconocida por la Unión Internacional de Triatlón (ITU), Comité Olímpico Internacional (COI) y la Organización Deportiva Panamericana (ODEPA). Está jurídicamente registrada como asociación civil sin fines de lucro.

## Historia
Fue fundada el 9 de mayo de 1992, en el primer congreso de la misma institución en las islas de San Andrés, Colombia. 
Aunque su organización comenzó a planearse desde 1991 con la dirección del mexicano Miguel Casillas Ruppert, que inició de manera formal el nuevo rumbo que le tomaría a la PATCO constituirse como una de las Confederaciones con más afiliados a nivel internacional. El Comité Directivo estuvo representado por varios países de América como Argentina, Canadá, Costa Rica, Estados Unidos de América, Chile, México, Brasil, Cuba, entre otros, quienes marcaron las directrices de este deporte.

## Desarrollo
Hubo varias reuniones donde se establecieron condiciones técnicas, y eventos integrados al calendario Internacional. El evento que marcó un hito en el triatlón en América fue la celebración de los Juegos Panamericanos de Mar del Plata en 1995, en Argentina, donde por primera ocasión se integró el triatlón al movimiento olímpico.
En esa edición las medallas de oro fueron para Brasil en hombres y Estados Unidos en mujeres, así como Canadá en Mujeres por equipo y México en hombres.
Ellos fueron los primeros receptores de las medallas en el que es considerado el segundo evento deportivo en importancia después de Juegos Olímpicos. 

## Campeonatos Panamericanos de Triatlón
El primer Campeonato Panamericanod de Triatlón, se llevó a cabo en Puerto Vallarta, México el 29 de agosto de 1997. Los ganadores de dicha competencia fueron Eligio Cervantes (México) y Carlo Montgomery (Canadá).

### Ediciones posteriores
| Sede            | Año  |
| --------------- | ---- |
| Orlando         | 2001 |
| Acapulco        | 2004 |
| Bogotá          | 2005 |
| Brasilia        | 2006 |
| Panamá          | 2007 |
| Oklahoma        | 2009 |
| Puerto Vallarta | 2010 |
| Edmonton        | 2011 |
| La Paz          | 2012 |
| Vila Velha      | 2013 |
| Dallas          | 2014 |
| Dallas          | 2015 |